# 정인옹주
정인옹주(貞仁翁主, 1590년 ~ 1656년 2월 4일(음력 1월 10일))는 조선의 옹주로 선조의 4녀이며 정빈 민씨 소생이다.

## 생애

### 가계
조선의 제14대 왕인 선조와 그 후궁 정빈 민씨의 장녀로 태어났다. 성은 이, 본관은 전주이다.
정인옹주의 생모 정빈 민씨는 여흥 민씨 민사준의 딸로, 1580년(선조 13년) 음력 5월 26일 종2품 숙의로 정식 간택되어 입궁하였다. 정빈 민씨는 선조와의 사이에서 정인옹주를 비롯한 2남 3녀를 낳았다.

### 옹주 시절
정인옹주는 1603년(선조 36년) 이조참판을 지낸 남양 홍씨 홍식의 아들 홍우경과 혼인하였으며, 홍우경은 당원위에 봉해졌다. 이후 정인옹주는 1656년(효종 7년) 음력 1월 10일 사망하였으며, 사후에도 3년간 녹봉을 그대로 지급받았다.

### 묘소
정인옹주의 묘소는 충청북도 진천군 광혜원면 실원리에 있다. 1625년(인조 3년) 사망한 남편 홍우경과 합장하였으며, 묘비와 동자석, 장명등 및 문인석, 망주석 등이 배치되어 있다. 정인옹주와 홍우경의 묘는 1988년 9월 30일 충청북도의 기념물 제78호로 지정되어 보호받고 있다.

## 가족 관계
정인옹주의 남편 홍우경은 1590년(선조 23년) 태어났으며, 정인옹주와 혼인 후 당원위에 봉해지고 이어 봉헌대부에 올랐다. 평소 매우 검소하였으며, 광해군 때 인목왕후를 폐비시킬 때 반대한 인물 중 하나이다. 이후 유배를 갔다가 1623년(인조 원년) 인조반정 때 복작되고, 1625년(인조 3년) 음력 6월 4일 36세를 일기로 죽었다.
 친정 
- 부왕 : 제14대 선조(宣祖, 1552 ~ 1608, 재위 1567 ~ 1608)
- 생모 : 정빈 민씨(靜嬪 閔氏, 1567 ~  1626)
  - 오빠 : 인성군(仁城君, 1588 ~ 1628)
  - 여동생 : 정선옹주(貞善翁主, 1594 ~ 1614)
  - 여동생 : 정근옹주(貞謹翁主, 1599 ~ 1613)
  - 남동생 : 인흥군(仁興君, 1604 ~ 1651)

 시가 
- 시아버지 : 홍식(洪湜, 1559 ~ 1608)
- 시어머니 : 윤견철(尹堅鐵)의 딸 파평 윤씨
  - 남편 : 당원위(唐原尉) 홍우경(洪友敬, 1590 ~ 1625)
    - 아들 : 홍언(洪琂, 1609 ~ ?)
    - 며느리 : 정랑(正郞) 이신(李莘)의 딸 전주 이씨(1614 ~ ?)
      - 손자 : 홍기서(洪箕叙, 1631 ~ ?)

    - 며느리 : 부사(府使) 증(贈) 참의(參議) 여이량(呂爾亮)의 딸 함양 여씨
      - 손녀 : 홍종민(洪終敏, 1644 ~ ?)
      - 손자 : 홍기주(洪箕疇, 1646 ~ ?)
      - 손자 : 홍기범(洪箕範, 1648 ~ ?)
      - 손녀 : 홍종숙(洪終淑, 1651 ~ ?)
      - 손자 : 홍기협(洪箕協, 1654 ~ ?)

    - 며느리(양첩) : 혜숙(惠淑) 
      - 서손자 : 홍기진(洪箕陳, 1662 ~ ?)